# رجال تحت الطربوش (مسلسل)
رجال تحت الطربوش مسلسل سوري من تأليف فؤاد حميرة، وإخراج هشام شربتجي.

## القصة
يتناول المسلسل علاقة الرجل بالمرأة سواء أكانت زوجة أو أختًا أو صديقة وخاصةً عند الشريحة المثقفة التي تدعي احترام المرأة وحقها بالمساواة مع الرجل في الحقوق والواجبات، على الصعيد النظري ولكنهم عمليًا عكس ذلك تمامًا. إنها قصة التواطؤ الضمني بين المرأة وذاتها ضد ذاتها.

## الممثلون
- خالد تاجا بدور عماد
- نادين الخوري
- كاريس بشار بدور صيدلانية
- ديما بياعة
- سامر المصري
- روعة ياسين
- مها المصري
- نسرين طافش
- عبد الحكيم قطيفان
- عبد الهادي صباغ
- لينا حوارنة